# Chazelles-sur-Lyon
Chazelles-sur-Lyon je naselje in občina v jugovzhodnem francoskem departmaju Loire regije Rona-Alpe. Leta 2010 je naselje imelo 5.110 prebivalcev.

## Geografija
Kraj leži v pokrajini Forez 31 km severno od Saint-Étienna.

## Uprava
Chazelles-sur-Lyon je sedež istoimenskega kantona, v katerega so poleg njegove vključene še občine Châtelus, Chevrières, La Gimond, Grammond, Maringes, Saint-Denis-sur-Coise, Saint-Médard-en-Forez, Viricelles in Virigneux z 10.605 prebivalci (v letu 2010).
Kanton Chazelles-sur-Lyon je sestavni del okrožja Montbrison.

## Zanimivosti
- cerkev sv. Mihaela,
- muzej klobukov.